# Campo Bonito
Campo Bonito este un oraș în Paraná (PR), Brazilia.